# Éric Tomas
Éric Tomas (ur. 16 maja 1948 w Uccle) – belgijski polityk, samorządowiec i inżynier, parlamentarzysta, w latach 2004–2009 przewodniczący Parlamentu Regionu Stołecznego Brukseli, wcześniej także minister w rządzie tego regionu oraz Francuskiej Wspólnoty Belgii.

## Życiorys
Kształcił się w zakresie inżynierii budownictwa i inżynierii chemicznej na Université libre de Bruxelles. Uzyskał doktorat, przez wiele lat był asystentem i wykładowcą na macierzystej uczelni. Zasiadał także w zarządzie międzygminnego przedsiębiorstwa komunikacyjnego w Brukseli (STIB/MIVB). W 1977 zaangażował się w działalność Partii Socjalistycznej, od 1980 do 1981 był członkiem gabinetu ministra sprawiedliwości i reform instytucjonalnych Philippe’a Moureaux. Od 1982 zasiadał w radzie miejskiej Anderlechtu, a w latach 1985–1995 członkiem Izby Reprezentantów z okręgu Bruksela. W kolejnych latach zasiadał w legislatywach Francuskiej Wspólnoty Belgii (1995–2004, 2009–2014) oraz Regionu Stołecznego Brukseli (2004–2009). W kadencji 2004–2009 pełnił funkcję przewodniczącego rady Regionu Stołecznego Brukseli (w 2006 podniesionej do rangi parlamentu). Ponadto był ministrem budżetu, kultury i sportu w rządzie wspólnoty francuskiej Laurette Onkelinx (1993–1995), a następnie w ramach kolejnych rządów Regionu Stołecznego Brukseli sekretarzem stanu i ministrem (1999–2004) rozwoju, ekonomii, energii oraz warunków mieszkaniowych (w 2004 także ministrem rolnictwa). W 2013 wybrany burmistrzem Anderlechtu, zrezygnował ze stanowiska w 2020.